# Kaarlo Castrén
Kaarlo Castrén (Pello, 28 febbraio 1860 – Helsinki, 19 novembre 1938) è stato un politico e banchiere finlandese.

## Biografia
Specializzatosi in legge ha svolto l'incarico come membro del consiglio di amministrazione nella banca Kansallis-Osake dal 1892 al 1904.
Fra le altre cariche politiche da lui sostenute quella di Ministro delle finanze, ottenuta a partire da novembre 1918 e sostenuta sino all'inizio del mandato del primo ministro.